# La Maison-Dieu
La Maison-Dieu település Franciaországban, Nièvre megyében. Lakosainak száma 113 fő (2022. január 1.). La Maison-Dieu Chamoux, Teigny, Metz-le-Comte, Fontenay-près-Vézelay, Vézelay, Brèves és Nuars községekkel határos.

## Népesség
A település népességének változása:
| Lakosok száma | 131  | 126  | 121  | 119  | 117  | 115  | 114  | 113  |
|               | 2013 | 2015 | 2017 | 2018 | 2019 | 2020 | 2021 | 2022 |